# قلم شوشتری
قلم شوشتری نوعی قلم نی است که از گذشته تا کنون مشهور بوده و علاوه بر ایران، تا عثمانی و هندوستان صادر می‌شده‌است. سید نعمت‌الله جزایری نویسنده دوره صفوی در قرن دوازدهم هجری نوشته‌است: 
«قلم از خواص آنجا [شوشتر] است که به همه بلاد عالم از آنجا برند.»

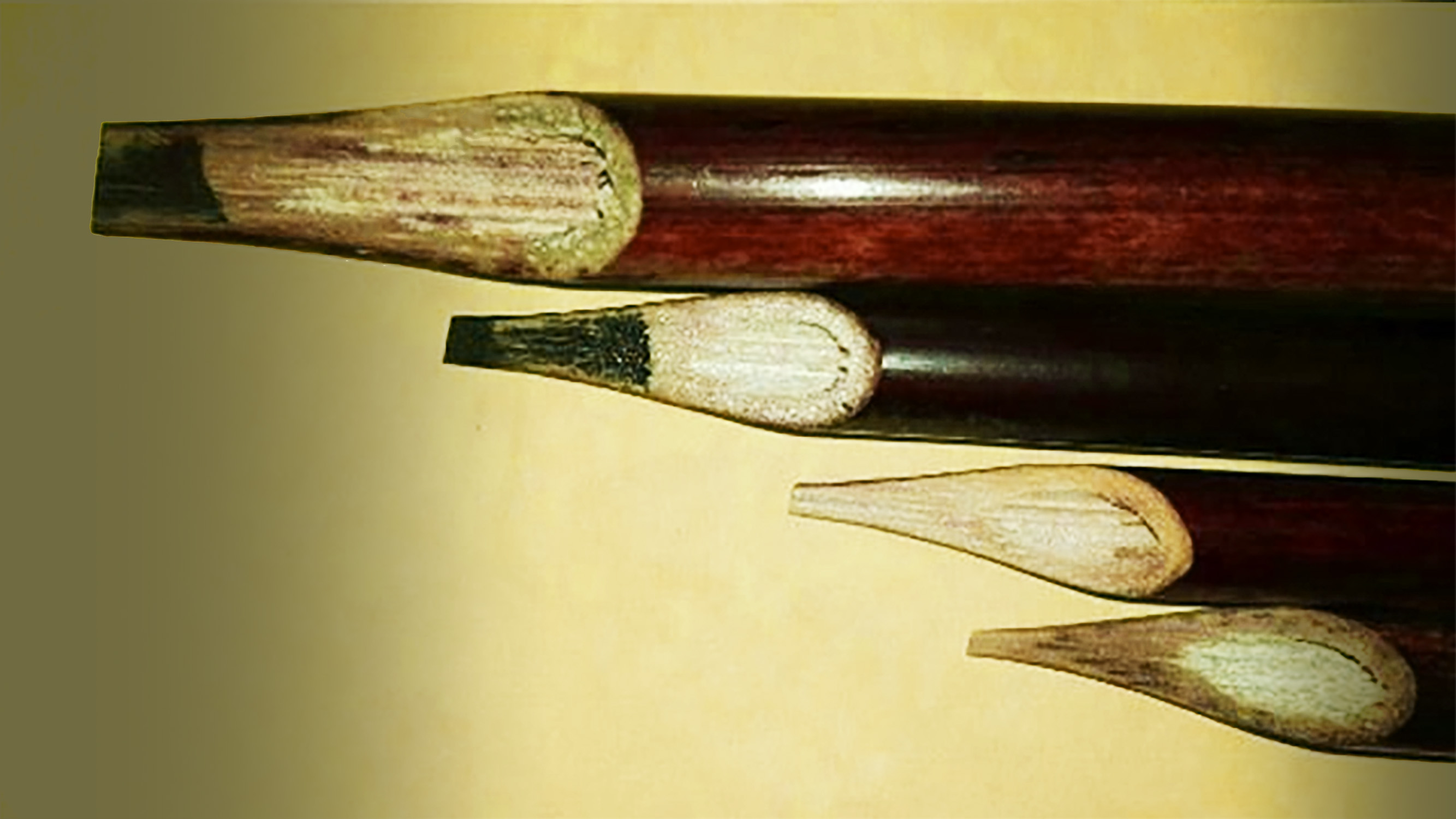
قلم‌‌نی تراشیده در ضخامت‌های گوناگون

میرزا عبداللطیف شوشتری سفرنامه‌نویس دوره قاجار در کتاب خود می‌نویسد: 
«قلم از خواص آنجا [شوشتر] است که در جای دیگر نمی‌شود و هر جای عالم که قلم به مصرف می‌رسد از آنجا [شوشتر] می‌برند.»
فرصت شیرازی نویسنده و ادیب دوره قاجار نیز در کتاب خود می‌نویسد: «شوشتر پایتخت خوزستان است و قلم در آنجا خوب می‌روید.» عبدالغفار نجم‌الدوله از نویسندگان و معلمان مدرسه دارالفنون در دوره قاجار نیز در سفر به شوشتر در سال ۱۳۰۶ هجری قمری از قلم معروف شوشتر نام برده‌است.

## قلم شوشتری در ادبیات فارسی
قلم شوشتری به دلیل کیفیت و ظرافت و استحکام بالا، جایگاه ویژه‌ای در ادبیات فارسی داشته است. انوری در شعر خود می‌گوید:
انوری:
| مرکب آید از تبریز توقیع منیرت را |

| قلم آید از شوشتر، قلمدان ز اصفهان بادت |

قاآنی در قصیده ۲۰ و قطعه ۹۷ اشعارش چنین می‌سراید:
قاآنی:
| به دستم شد آن شوشتر خامه (قلم) جنبان |

| چو در دست بربط نوازان مضارب |

| فصّاد نیستم ولی ای شُشتری قلم |

| در سفک خون خصم تو ماند به نشترم |

## کشت و فرآوری نی در دوره معاصر
در دوره معاصر نیز نی در شوشتر کشت شده و پس از برداشت و فرآوری بصورت قلم‌نی درآمده به فروش می‌رسد. احیا و تولید قلم‌نی شوشتری در دوران معاصر توسط عباس نژادفتحی، پژوهشگر فرهنگی، صورت گرفته‌است.